# Nová Dědina

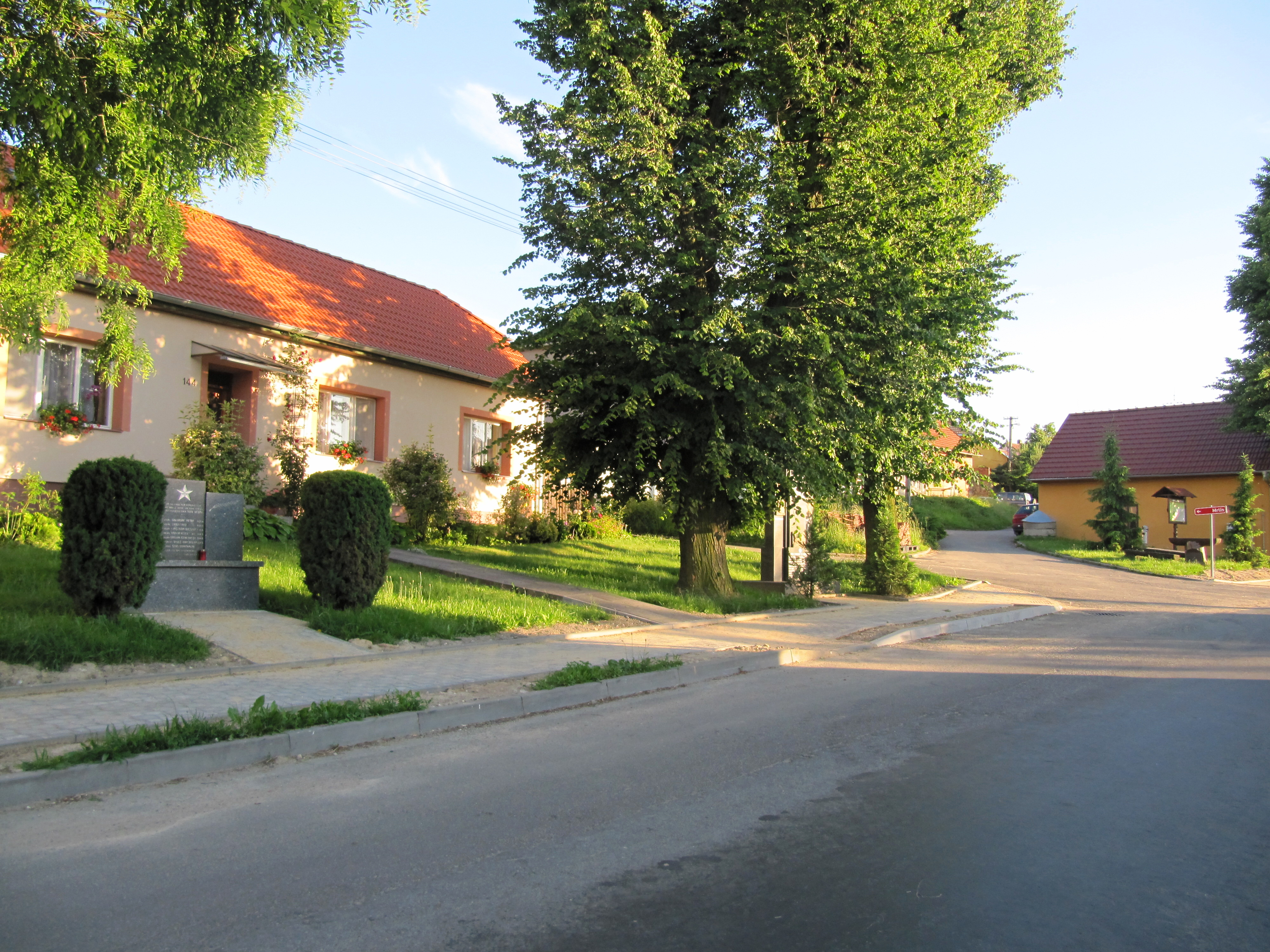
Ortsansicht

Nová Dědina, bis 1907 Nová Ves (deutsch Neudorf) ist eine Gemeinde in Tschechien. Sie liegt sechs Kilometer westlich von Otrokovice und gehört zum Okres Kroměříž.

## Geographie
Nová Dědina befindet sich im Nordosten des Marsgebirges im Naturpark Chřiby. Das Dorf liegt auf einem Höhenzug, an dem die Bäche Panenský potok, Široký potok und Vrbka entspringen. Nordöstlich erhebt sich der Jámy (299 m), im Osten der Tresný (278 m), südlich die Hrubá Planina (354 m), im Südwesten der Holý kopec (335 m) sowie westlich die Kula (391 m). Östlich des Dorfes liegt ein großer Klärteich.
Nachbarorte sind Karolín und Chlum im Norden, Kopaniny, Kvasice und Nový Dvůr im Nordosten, Podkoryta, Bělov und Romanice im Osten, Žlutava und Kozinec im Südosten, Kržle und Halenkovice im Süden, Košíky und Jankovice im Südwesten, Tabarky, Kostelany und Čenče im Westen sowie Lubná, Vrbka und Sulimov im Nordwesten.

## Geschichte
Archäologische Funde belegen eine frühzeitliche Besiedlung der Gegend. Dazu gehören mehrere Lagerplätze von Mammutjägern aus der Altsteinzeit. Das erste Dorf auf dem Gemeindegebiet entstand wahrscheinlich im 11. Jahrhundert. Auf dem Feld Kostelík wurden die Reste eines Friedhofes sowie zwei Denare, die während der Herrschaftszeit der Přemyslidenherzöge Otto der Schöne bzw. Otto der Schwarze geprägt worden sind, aufgefunden. Diese Ansiedlung, deren Name nicht überliefert ist, erlosch vermutlich um 1250 beim Einfall der Kumanen.
Später entstand auf den Fluren des erloschenen Dorfes eine neue Ansiedlung, die 1365 unter dem Namen Noua Vila als Teil der Milota von Benešov gehörigen Herrschaft Kvasice erstmals schriftlich erwähnt wurde. Der Friedhof und das Kirchlein waren zu dieser Zeit neu angelegt worden. Weitere überlieferte Bezeichnungen waren Nowawes und Nowawilla. Während der Hussitenkriege plünderten und brandschatzten die Hussiten die dem strengen Katholiken und Anhänger des Kaisers, Milota II. von Benešov und Kvasice gehörige Herrschaft. Im Juni 1423 eroberten die Aufständischen unter Diviš Bořek von Dohalice und Miletínek nach einem dreitägigen Kampf, bei dem auch der Grundherr fiel, die Burg Kvasice. 1433 verkaufte Milotas Schwester Anna die Herrschaft an Jan Kužel von Žeravice. Die letzte Erwähnung von Nowawes erfolgte 1437. Wahrscheinlich erlosch das Dorf in der zweiten Hälfte des 15. Jahrhunderts während der Machtkämpfe zwischen Matthias Corvinus und Georg von Podiebrad um die Böhmische Krone erneut.
Als Arnošt Kužel von Žeravice und Kvasice im Jahre 1507 Hynek Boček von Kunstadt testamentarisch als Erben der Herrschaft Kvasice einsetzte, wurde Nowa Wes als wüst bezeichnet. Beim Erwerb der Herrschaft durch Johann d. Ä. von Ludanitz und Chropyně wurde wiederum des wüste Dorf Nowa Wes erwähnt.
Nach dem Ende des Dreißigjährigen Krieges ließ Johann von Rottal am 5. April 1656 das inmitten der herrschaftlichen Wälder gelegene wüste Dorf wiederbesiedeln. Die ersten Siedler von Nowa Dedina waren ehemals aufständische Walachen aus Prlov, Zděchov, Bratřejov, Jasenná, Hovězí und weiteren Dörfern, die während des Krieges für den schwedischen Feldherrn Torstensson gekämpft hatten. Im Jahre 1656 bestand das Dorf aus 25 Podsedeken. Der Wiederaufbau des Ortes war 1670 abgeschlossen. Eine Kirche entstand jedoch nie wieder. Neben der wegen der Gebirgslage wenig erträglichen Landwirtschaft ernährten sich die Bewohner von der Heimweberei. Im Jahre 1740 gab es in dem Dorf 26 Webmeister, die der Innung in Kvasice angehörten. Nach dem Tode von Joachim Adam von Rottal erbten 1746 seine Tochter Marie Anna und deren Mann Franz Adam von Lamberg die Herrschaft. Gepfarrt war das Dorf nach Kvasice. Im Jahre 1795 wurde in Nowa Dedina eine Schule eingerichtet. 1845 erwarb Friedrich von Thun und Hohenstein durch Heirat mit Leopoldine von Lamberg die Herrschaft Kvasice. 1846 wurde das Dorf als Nowá Dědjna bezeichnet. Bis zur Mitte des 19. Jahrhunderts blieb Nowá Dědjna immer nach Kvasice untertänig.
Nach der Aufhebung der Patrimonialherrschaften bildete Nowá Dědjna/Neudorf ab 1850 eine Gemeinde in der Bezirkshauptmannschaft Kroměříž. 1859 brannte die Schule nieder, im Jahr darauf wurde das neue Schulhaus eingeweiht. Das älteste Ortssiegel stammt von 1862 und trägt die Inschrift Obec Nowa Dedina. Ab 1872 wurde das Dorf als Nová Ves bezeichnet. Bis ins 19. Jahrhundert bewahrte das in der Mährischen Slowakei gelegene Dorf seine walachischen Traditionen in der Sprache und Kultur. Im Jahre 1901 entstand ein Postamt und 1902 gründete sich die Freiwillige Feuerwehr. Der heutige Ortsname Nová Dědina wird seit 1907 verwendet. Die Gemeinde führt ein Wappen und Banner, das auf dem Wappen des Geschlechts von Rottal basiert.

## Gemeindegliederung
Für die Gemeinde Nová Dědina sind keine Ortsteile ausgewiesen. Zu Nová Dědina gehören die Ansiedlungen Kopaniny und Podkoryta.

## Sehenswürdigkeiten
- Glockenturm, die Glocke ist ein Werk des Olmützer Glockengießers Leopold Franz Stanek aus dem Jahre 1839.
- Gedenkstein für die gefallenen Legionäre im Ersten Weltkrieg, errichtet 1919
- Steinernes Kreuz aus dem Jahre 1863, es wird von drei Linden umgeben
- Schwarzes Kreuz, am Weg nach Halenkovice, das erste Holzkreuz an dieser Stelle entstand 1761. Das heutige wurde 1924 errichtet.
- Marmorkreuz am Eingang zum Friedhof, errichtet 1959
- Wasserwerk, errichtet 1902–1903, es ist heute zusammen mit den erhaltenen Hydranten und Plumpen ein technisches Denkmal
- Zwei Grabstätten aus der Zeit des Großmährischen Reiches bei Tabarky. Die nördlich von Tabarky gelegene umfasst 60 Grabhügel, eine weitere liegt südöstlich von Tabarky.

## Söhne und Töchter der Gemeinde
- Zdeněk Mlčoch (1921–1995), Maler, Graphiker und Illustrator
- Zdeněk Marčík (* 1937), Maler, Graphiker und Medailleur